# Can Bartra (Mataró)
Can Bartra és un edifici modernista de Mataró (Maresme), catalogat com a bé cultural d'interès local.

## Descripció
Casa situada al turó de Sant Salvador, al centre de la urbanització del mateix nom. L'edifici, d'estructura corrent, a la banda de llevant és d'estil modernista. S'hi combina la rajola trencada amb la vidriada i les formes corbes, tant a la façana de la casa com a la capella. Aquesta darrera, disposa de tres elements neogòtics. El conjunt està pintat amb colors suaus -blanc i rosat-. La construcció inclou un recinte enjardinat i un mirador treballat en totxo i voltes de mocador.